# Binheng
Binheng (kinesiska: 宾亨) är en köping i sydöstra Kina. Den ligger i Guangning härad i staden Zhaoqing i provinsen Guangdong, omkring 94 kilometer nordväst om provinshuvudstaden Guangzhou. 